# Hemerodromia mazoviensis
Hemerodromia mazoviensis är en tvåvingeart som beskrevs av Niesiolowski 1987. Hemerodromia mazoviensis ingår i släktet Hemerodromia och familjen dansflugor.
Artens utbredningsområde är Polen. Inga underarter finns listade i Catalogue of Life.